# طناز طباطبایی
طناز طباطبایی (زادهٔ ۲۰ اردیبهشت ۱۳۶۳) بازیگر ایرانی است. اولین حضور سینمایی وی‌ بازی در فیلم دیشب باباتو دیدم آیدا (۱۳۸۳) است. او برای نقش‌آفرینی در فیلم‌های شنای پروانه (۱۳۹۸)  و بی‌رویا (۱۴۰۰) موفق به کسب سیمرغ بلورین بهترین بازیگر نقش مکمل زن و سیمرغ بلورین بهترین بازیگر نقش اول زن  از جشنواره فیلم فجر شده‌است. وی همچنین برای فیلم‌های صداها (۱۳۸۷)، رخ دیوانه (۱۳۹۳) و خشم و هیاهو (۱۳۹۴) نیز نامزد دریافت این جایزه شده‌است.

## زندگی حرفه‌ای
طناز طباطبایی فارغ‌التحصیل کارشناسی کارگردانی تئاتر از دانشگاه آزاد تهران مرکز است. او از سال ۱۳۷۹ وارد عرصه بازیگری شد و در کلاس‌های آزاد بازیگری هیوا فیلم توانست دوره بازیگری را بگذراند.
پس از یک ماه برای بازی در مجموعهٔ ذبیح انتخاب شد. اما اولین فیلم سینمایی او دیشب باباتو دیدم آیدا به کارگردانی رسول صدرعاملی بود که در فیلم به اسم خودش اولین حضورش را در فیلم‌های سینمایی رقم زد. او به جز بازیگری در عرصه‌های دیگری از جمله موسیقی و نقاشی هم فعالیت داشته است.
وی با بازی در مجموعه تلویزیونی میوه ممنوعه که جز نقش‌های اصلی سریال بود مطرح شد. در سال ۱۳۸۷ برای نخستین بار نامزد دریافت سیمرغ بلورین از بیست و هفتمین دوره جشنواره فیلم فجر برای فیلم صداها شد.
او در فیلم مرهم توانایی‌های خودش را بیشتر نشان داد. در سال ۱۳۸۹ در فیلم گزارش یک جشن به کارگردانی ابراهیم حاتمی‌کیا بازی کرد که این فیلم توقیف شده است.
طباطبایی در سال ۱۳۹۶ برنده تندیس بهترین بازیگر نقش مکمل زن در یازدهمین دوره جشن منتقدان سینمای ایران برای بازی در فیلم ویلایی‌ها انتخاب شد.

## دیدگاه‌ها

### حمایت از روحانی در انتخابات
طناز طباطبایی از جمله ۱۴۰ هنرمند ایرانی بود که پیش از انتخابات ریاست جمهوری ۱۳۹۲، با امضاء طوماری همراه با سایر اصلاح‌طلبان و اعتدالگرایان، ضمن قدردانی انصراف محمدرضا عارف به نفع روحانی، از نامزدی حسن روحانی در انتخابات ریاست جمهوری ۱۳۹۲ حمایت علنی کرد.
او در انتخابات ریاست جمهوری ۱۳۹۶ جزء هنرمندانی بود که از نامزدی حسن روحانی حمایت کرد.

## فیلم‌شناسی

### سینما
| سال  | عنوان                       | نقش           | کارگردان          | یادداشت |
| ---- | --------------------------- | ------------- | ----------------- | ------- |
| ۱۴۰۴ | برمودا                      | دختر افغان    | محمد کارت         |         |
| ۱۳۹۹ | بی‌رویا                      | رویا          | آرین وزیردفتری    |         |
| ۱۳۹۸ | شنای پروانه                 | پروانه        | محمد کارت         |         |
| ۱۳۹۸ | خورشید                      | مادر علی      | مجید مجیدی        |         |
| ۱۳۹۷ | طلا                         | لیلا          | پرویز شهبازی      |         |
| ۱۳۹۶ | روسی                        | مرجان         | امیرحسین ثقفی     |         |
| ۱۳۹۵ | ارادتمند؛ نازنین بهاره تینا | بهاره         | عبدالرضا کاهانی   |         |
| ۱۳۹۵ | ویلایی‌ها                    | سیما          | منیر قیدی         |         |
| ۱۳۹۵ | میلیونر میامی               | مهسا          | مصطفی احمدی       |         |
| ۱۳۹۴ | بیست هفته                   | دکتر بهرامی   | مسعود قراگزلو     |         |
| ۱۳۹۴ | خشم و هیاهو                 | حنا سرافراز   | هومن سیدی         |         |
| ۱۳۹۴ | اروند                       | لیلا          | پوریا آذربایجانی  |         |
| ۱۳۹۳ | رخ دیوانه                   | ماندانا ریاحی | ابوالحسن داوودی   |         |
| ۱۳۹۳ | مرگ ماهی                    | فریده         | روح‌الله حجازی     |         |
| ۱۳۹۲ | قطعه‌ای از سکوت              |               | آریانا رستمی      |         |
| ۱۳۹۲ | ساکن طبقه وسط               |               | شهاب حسینی        |         |
| ۱۳۹۲ | پ                           | هاوژین        | کیومرث پوراحمد    |         |
| ۱۳۹۲ | آرایش غلیظ                  | لادن          | حمید نعمت‌الله     |         |
| ۱۳۹۰ | هیس! دخترها فریاد نمی‌زنند   | شیرین         | پوران درخشنده     |         |
| ۱۳۹۰ | نارنجی‌پوش                   | طناز طباطبایی | داریوش مهرجویی    |         |
| ۱۳۹۰ | هفتم                        | نازنین        | مسعود قراگزلو     |         |
| ۱۳۸۹ | مرهم                        | مریم          | علیرضا داودنژاد   |         |
| ۱۳۸۹ | سرسپرده                     | گندم          | بهمن گودرزی       |         |
| ۱۳۸۹ | پریناز                      | حکیمه         | بهرام بهرامیان    |         |
| ۱۳۸۹ | گزارش یک جشن                | طناز طباطبایی | ابراهیم حاتمی‌کیا  |         |
| ۱۳۸۸ | طهران تهران                 | نیلوفر        | مهدی کرم‌پور       |         |
| ۱۳۸۷ | می‌زاک                       | ستاره         | حسینعلی لیالستانی |         |
| ۱۳۸۷ | پسر تهرانی                  | لیلی بیدل     | کاظم راست‌گفتار    |         |
| ۱۳۸۷ | صداها                       | نگار          | فرزاد مؤتمن       |         |
| ۱۳۸۷ | شیرین                       | طناز طباطبایی | عباس کیارستمی     |         |
| ۱۳۸۶ | جعبه موسیقی                 | خانم سعادتی   | فرزاد مؤتمن       |         |
| ۱۳۸۵ | چهارانگشتی                  | مرجان         | سعید سهیلی        |         |
| ۱۳۸۳ | دیشب باباتو دیدم آیدا       | طناز          | رسول صدرعاملی     |         |

### تلویزیون
| سال  | عنوان             | نقش            | کارگردان           | یادداشت                                                    |
| ---- | ----------------- | -------------- | ------------------ | ---------------------------------------------------------- |
| ۱۴۰۴ | یَل                |                | نوید محمودی        | پخش از شبکه اینترنتی فیلم نت                               |
| ۱۴۰۱ | یاغی              | طلا مطلا       | محمد کارت          | پخش در شبکه اینترنتی فیلیمو                                |
| ۱۳۹۲ | کلاه‌قرمزی ۹۲      | خودش           | ایرج طهماسب        | پخش از شبکه دو - ویژه نوروز ۱۳۹۲، میهمان برنامه قسمت هفدهم |
| ۱۳۹۲ | شاهگوش            | گندم شجاعت     | داوود میرباقری     | پخش در شبکه نمایش خانگی                                    |
| ۱۳۹۱ | قلب یخی (فصل سوم) | شیوا قائم‌مقامی | سامان مقدم         | پخش در شبکه نمایش خانگی                                    |
| ۱۳۸۹ | دماغ              | پگاه           | فرزاد مؤتمن        | فیلم تلویزیونی                                             |
| ۱۳۸۸ | پرانتز باز        | نیکی گلشهر     | کیومرث پوراحمد     | پخش از شبکه پنج                                            |
| ۱۳۸۶ | میوه ممنوعه       | غزاله فتوحی    | حسن فتحی           | پخش از شبکه دو - ویژه ماه رمضان                            |
| ۱۳۸۶ | شب زده            | مریم           | فرزاد مؤتمن        | فیلم تلویزیونی                                             |
| ۱۳۸۵ | در چشم باد        | فرنگیس         | مسعود جعفری جوزانی | پخش از شبکه یک                                             |
| ۱۳۸۲ | رانت خوار کوچک    |                | حسین سهیلی‌زاده     | پخش از شبکه پنج - ویژه ماه رمضان                           |
| ۱۳۸۰ | جوانی             |                | سعید سلطانی        | پخش از شبکه سه                                             |

### تئاتر
| سال  | نام نمایش                    | کارگردان       | محل اجرا           | توضیحات                                                |
| ---- | ---------------------------- | -------------- | ------------------ | ------------------------------------------------------ |
| ۱۳۹۰ | درس                          | داریوش مهرجویی | تماشاخانه ایرانشهر |                                                        |
| ۱۳۹۰ | کمی بالاتر                   | آروند دشت آرای | تالار حافظ         |                                                        |
| ۱۳۹۱ | تن‌تن و راز قصر مونداس        | آروند دشت آرای | تماشاخانه ایرانشهر |                                                        |
| ۱۳۹۲ | باغبان مرگ                   | آروند دشت آرای | تالار شمس          | دو نامزدی دریافت جایزه در سی و دومین جشنواره تئاتر فجر |
| ۱۳۹۵ | نامه‌های عاشقانه از خاورمیانه | کیومرث مرادی   | تماشاخانه پالیز    |                                                        |
| ۱۳۹۷ | تروما                        | افسانه ماهیان  | تماشاخانه ایرانشهر |                                                        |
| ۱۳۹۸ | جنایات و مکافات              | رضا ثروتی      | تالار وحدت         |                                                        |
| ۱۴۰۱ | سی‌صد (کنسرت نمایش)           | امیر جدیدی     | کاخ سعدآباد        |                                                        |

## جوایز و نامزدی‌ها
| سال  | اثر نامزدشده | دسته                      | نتیجه    | منابع |
| ---- | ------------ | ------------------------- | -------- | ----- |
| ۱۳۸۷ | صداها        | بهترین بازیگر نقش مکمل زن | نامزدشده | [ ۵ ] |
| ۱۳۹۳ | رخ دیوانه    | بهترین بازیگر نقش اول زن  | نامزدشده | [ ۶ ] |
| ۱۳۹۴ | خشم و هیاهو  | بهترین بازیگر نقش اول زن  | نامزدشده | [ ۷ ] |
| ۱۳۹۸ | شنای پروانه  | بهترین بازیگر نقش مکمل زن | برنده    | [ ۸ ] |
| ۱۴۰۰ | بی‌رویا       | بهترین بازیگر نقش اول زن  | برنده    | [ ۹ ] |

| سال  | اثر نامزدشده | دسته                      | نتیجه        | منابع  |
| ---- | ------------ | ------------------------- | ------------ | ------ |
| ۱۳۸۸ | صداها        | بهترین بازیگر نقش مکمل زن | برنده        | [ ۱۰ ] |
| ۱۳۹۰ | مرهم         | بهترین بازیگر نقش اول زن  | دیپلم افتخار | [ ۱۱ ] |
| ۱۳۹۶ | ویلایی‌ها     | بهترین بازیگر نقش مکمل زن | برنده        | [ ۱۲ ] |
| ۱۴۰۱ | شنای پروانه  | بهترین بازیگر نقش مکمل زن | نامزدشده     | [ ۱۳ ] |

| سال  | اثر نامزدشده              | دسته                                 | نتیجه    | منابع  |
| ---- | ------------------------- | ------------------------------------ | -------- | ------ |
| ۱۳۹۰ | پرانتز باز                | بهترین بازیگر زن کمدی (بخش تلویزیون) | نامزدشده | [ ۱۴ ] |
| ۱۳۹۳ | هیس! دخترها فریاد نمی‌زنند | بهترین بازیگر زن (بخش سینما)         | نامزدشده | [ ۱۵ ] |

| جشنواره                             | سال  | دسته                                | اثر نامزدشده              | نتیجه    | منابع  |
| ----------------------------------- | ---- | ----------------------------------- | ------------------------- | -------- | ------ |
| جشنواره فیلم فجر (شهرستانها)        | ۱۳۹۱ | بهترین بازیگر نقش اول زن (کرمان)    | هیس! دخترها فریاد نمی‌زنند | برنده    | [ ۱۶ ] |
| جشنواره فیلم فجر (شهرستانها)        | ۱۳۹۱ | بهترین بازیگر نقش اول زن (سنندج)    | هیس! دخترها فریاد نمی‌زنند | برنده    | [ ۱۷ ] |
| جشنواره فیلم فجر (شهرستانها)        | ۱۳۹۱ | بهترین بازیگر نقش اول زن (کرمانشاه) | هیس! دخترها فریاد نمی‌زنند | نامزدشده | [ ۱۸ ] |
| جشنواره زنان مستقل آمریکا           | ۱۳۹۲ | بهترین بازیگر نقش اول زن            | هیس! دخترها فریاد نمی‌زنند | برنده    | [ ۱۹ ] |
| جشنواره فیلم‌های ایرانی سانفرانسیسکو | ۱۳۹۳ | بهترین بازیگر نقش اول زن            | هیس! دخترها فریاد نمی‌زنند | برنده    | [ ۲۰ ] |
| جشنواره بین‌المللی فیلم فیجی         | ۱۳۹۴ | بهترین بازیگر نقش اول زن            | هیس! دخترها فریاد نمی‌زنند | برنده    | [ ۲۱ ] |
| جشنواره فیلم یزد                    | ۱۳۹۶ | بهترین بازیگر نقش اول زن            | ویلایی‌ها                  | برنده    | [ ۲۲ ] |